# Lamoignon
Die Lamoignon sind eine adlige Familie aus dem Nivernais, die seit dem Ende des 13. Jahrhunderts bezeugt ist. Der Name bezieht sich auf das Lehen Lamoignon, das heute Teil von Donzy ist. Die Familie starb Ende des 18. Jahrhunderts aus.
Die bekanntesten Familienmitglieder sind:
- Chrétien-Guillaume de Lamoignon de Malesherbes (1721–1794), französischer Staatsmann
- Guillaume de Lamoignon (1617–1677)
- Guillaume II. de Lamoignon, seigneur de Blancmesnil et de Malesherbes (1683–1772)